# Die unendliche Erinnerung
Die unendliche Erinnerung (Originaltitel: La memoria infinita, internationaler Titel: The Eternal Memory) ist ein chilenischer Dokumentarfilm von Maite Alberdi aus dem Jahr 2023. Das Werk stellt den chilenischen Journalisten Augusto Góngora in den Mittelpunkt, bei dem die Alzheimer-Krankheit diagnostiziert wurde. Die fortschreitende Erkrankung und die Höhen und Tiefen im Alltag werden von seiner Ehefrau Paulina Urrutia per Video dokumentiert.
Der Film wurde im Januar 2023 im Rahmen des Sundance Film Festivals uraufgeführt und mit dem Hauptpreis ausgezeichnet. In Deutschland wurde Die unendliche Erinnerung erstmals während der Internationalen Filmfestspiele Berlin gezeigt. Ein Jahr später wurde das Werk für den Oscar als Bester Dokumentarfilm nominiert.

## Inhalt
Augusto Góngora und Paulina Urrutia sind seit 23 Jahren ein Paar. Augusto ist einer der prominentesten Kulturjournalisten und Fernsehmoderatoren Chiles gewesen. Seine Frau Paulina, die er liebevoll „Pauli“ nennt, ist Schauspielerin und übernahm von 2006 bis 2010 das Amt der Ministerin für Kultur und Medien des Landes. Vor acht Jahren wurde bei Augusto die Alzheimer-Krankheit diagnostiziert. Seitdem kümmert sich Paulina um ihn. In seiner Karriere war er dafür verantwortlich, dass die Gräueltaten der Pinochet-Diktatur nicht in Vergessenheit geraten. Nun liegt es an seiner Ehefrau und ihm, seine Identität festzuhalten. Jeden Tag stellt sich das Paar dieser Herausforderung und den schwierigen Situationen, die die Krankheit verursacht. Gleichzeitig hält sie die zärtliche Zuneigung, die sie sich entgegenbringen, und ihr Sinn für Humor zusammen.

## Veröffentlichung und Rezeption
Die Uraufführung des Films erfolgte am 22. Januar 2023 auf dem Sundance Film Festival. Die europäische Premiere fand am 18. Februar 2023 im Rahmen der Internationalen Filmfestspiele Berlin statt, wo Maite Alberdis Film in die Sektion Panorama eingeladen wurde. Der deutsche Kinostart erfolgte am 28. Dezember 2023 im Verleih von Piffl Medien.
Auf der Website Rotten Tomatoes erhielt das Werk bislang unter 92 Prozent der Filmkritiker Zuspruch. Das Fazit der Seite lautet: „Die unendliche Erinnerung erzählt eine zutiefst persönliche Geschichte vor einem tiefgreifenden politischen Hintergrund und ist ein ergreifendes Zeugnis für die Kraft der Liebe und Erinnerung.“ Auf der Website Metacritic hält Die unendliche Erinnerung eine Bewertung von 84 Prozent, basierend auf 18 ausgewerteten englischsprachigen Kritiken. Dies entspricht ebenfalls einhelligem Beifall („universal acclaim“). In einer von der Website IndieWire durchgeführten Umfrage unter über 300 Kritikern belegte Die unendliche Erinnerung einen 6. Platz unter den Dokumentarfilm-Beiträgen beim Sundance Film Festival.
Die Sundance-Festivaljury zeigte sich bei ihrer späteren Preisvergabe beeindruckt von der im Film gezeigten Liebe zwischen dem Paar sowie der dargestellten „Bedeutung von Leben und Tod“. „Durch eine einfache, aber komplexe Darstellung einer Gefangenschaft“ bringe Die unendliche Erinnerung die Zuschauer „in das Leben dieser faszinierenden Charaktere, die uns weiser und liebevoller machen, je länger wir bei ihnen bleiben“.

## Auszeichnungen
Die unendliche Erinnerung gewann beim Sundance Film Festival 2023 den Großen Preis der Jury für den besten ausländischen Dokumentarfilm. Im Rahmen der Berlinale 2023 wurde das Werk in die Sektion Panorama aufgenommen und war damit für den Publikumspreis nominiert. Ein Jahr später wurde Die unendliche Erinnerung für den Oscar als Bester Dokumentarfilm nominiert.